# Gaius Asinius Lepidus
Gaius Asinius Lepidus (fl. aut. 220-222) était un homme politique de l'Empire romain.

## Vie
Fils de Gaius Asinius Nicomachus et de sa femme Claudia Antonia Lepida.
Il fut consul suffect autour de 220 et légat en Cappadoce en 222.
Il s'est marié avec Vettia, fille de Gaius Vettius Gratus Sabinianus, fl. 190, et de sa femme Cornelia, petite-fille paternelle de Gaius Vettius Sabinianus Julius Hospes et de sa femme Grata, et petite-fille maternelle de Servius Cornelius Scipio Salvidienus Orfitus et de sa femme Sextia Arria. Ils ont eu trois filles: Asinia, femme de Fundanius Vitrasius, fils de Titus Fundanius Vitrasius Optatus, consularis vir, et petit-fils paternel de Titus Fundanius Vitrasius Pollio et de sa femme Cornelia Optata; Asia Praetextata; et Asinia, femme de son cousin Gaius Vettius Atticus Gratus Sabinianus.